# Siebenrockiella crassicollis
Espèce
Synonymes
- Emys crassicollis Gray, 1830
- Emys nigra Blyth, 1856
- Pangshura cochinchinensis Tirant, 1884

Statut de conservation UICN

 VU A1cd+2cd : Vulnérable
Statut CITES
Siebenrockiella crassicollis, ou Émyde noire des marais ou Émyde dentelée à trois carènes, est une espèce de tortues de la famille des Geoemydidae.

## Répartition et habitat

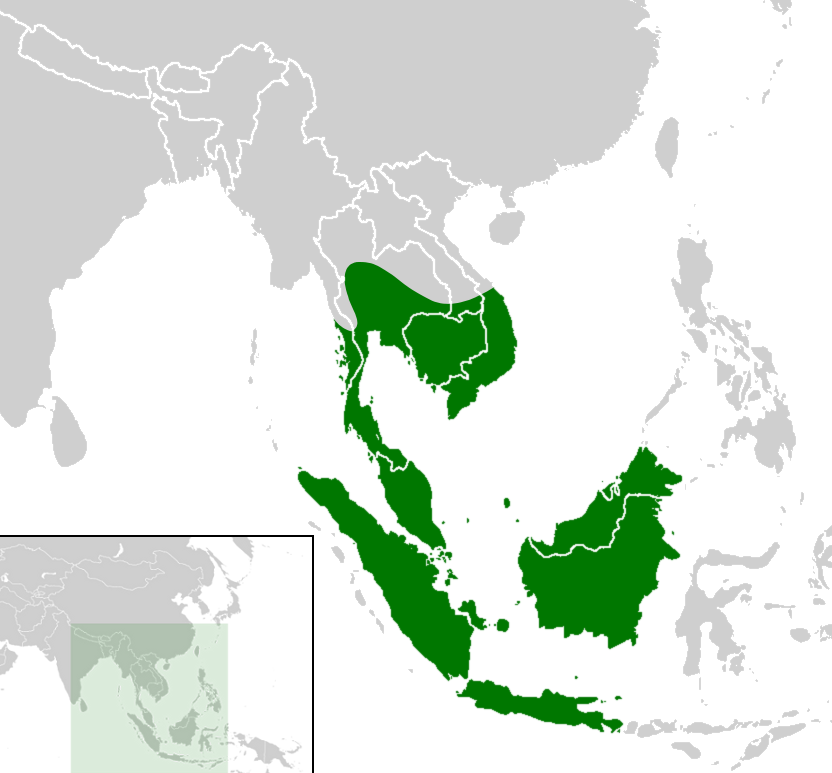
répartition

Cette espèce se rencontre :
- au Cambodge ;
- en Indonésie sur les îles de Java et de Sumatra, et au Kalimantan ;
- au Laos ;
- en Malaisie orientale et occidentale ;
- au Myanmar ;
- à Singapour ;
- en Thaïlande ;
- au Viêt Nam.

Sa présence est incertaine au Brunei.
Elle vit de préférence dans les environnements modifiés par l'homme : petites rivières et ruisseaux, étangs, rizières inondées...

## Description
Ce sont des tortues nocturne de taille petite à moyenne qui sont presque entièrement noires, sauf des taches blanches à jaunes sur la tête. La longueur de la carapace peut atteindre 20 cm.

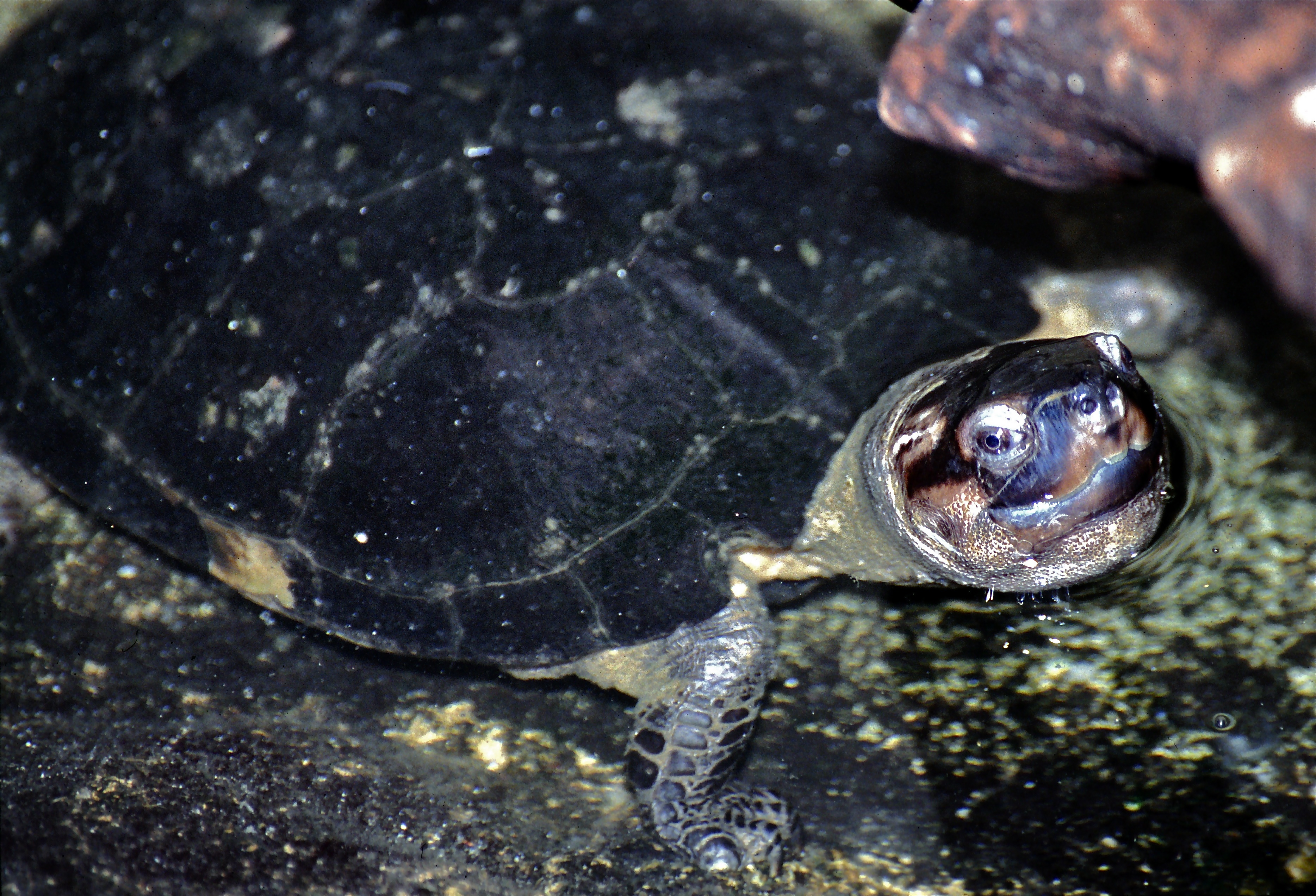
Siebenrockiella crassicollis, zoo de Dusit, Bangkok

Son régime alimentaire est d'omnivore à carnivore. Elle pond 3 à 4 fois par an de 1 à 2 œufs friables par ponte. Elle peut vivre plus de 16 ans en captivité.

## Comportement
Elles sont essentiellement aquatiques et se déplacent lentement ou restent immobiles dans les plans d'eau avec une végétation dense.

## Relations avec l'homme
Ce sont également souvent des animaux de compagnie et des animaux sacrés dans les temples bouddhistes du Sud-Est asiatique.
Elles sont classées comme vulnérables par l'UICN, étant l'une des espèces de tortues d'Asie du Sud-Est les plus fortement exploitées pour le commerce international des espèces sauvages, en particulier pour l'alimentation et la médecine traditionnelle sur les marchés chinois.

## Publication originale
- Gray, 1831 "1830" : A synopsis of the species of Class Reptilia. The animal kingdom arranged in conformity with its organisation by the Baron Cuvier with additional descriptions of all the species hither named, and of many before noticed, V Whittaker, Treacher and Co., London, vol. 9, Supplement, p. 1-110 (texte intégral).